# 동유럽 표준시
| 하늘 | 서유럽 표준시 그리니치 평균시 (UTC±00:00)                                 |
| 파랑 | 서유럽 표준시 그리니치 평균시 (UTC±00:00) 서유럽 일광 절약 시간대 (UTC+1) |
| 분홍 | 서아프리카 표준시 (UTC+1)                                                 |
| 빨강 | 중앙유럽 표준시 (UTC+1) 중앙유럽 일광 절약 시간대 (UTC+2)                 |
| 노랑 | 동유럽 표준시 (UTC+2)                                                     |
| 금색 | 동유럽 표준시 (UTC+2) 동유럽 일광 절약 시간대 (UTC+3)                     |
| 옥색 | 극동유럽 표준시 (UTC+3)                                                   |

동유럽 표준시 (EET)는 UTC+2에 위치한 시간대이다. 동유럽의 일부지역과 북아프리카, 중동의 일부 지역에서 사용된다. 대부분 여름에는 동유럽 일광 절약 시간대(EEST, UTC+3)를 사용한다.

## 사용지역
- 그리스
- 라트비아
- 러시아의 칼리닌그라드주(여름 시간을 사용하지 않음)
- 레바논
- 루마니아
- 리비아(여름 시간을 사용하지 않음)
- 리투아니아
- 몰도바
- 벨라루스
- 불가리아
- 시리아
- 에스토니아
- 올란드 제도
- 요르단
- 우크라이나
- 이스라엘
- 이집트
- 키프로스
- 팔레스타인 자치 정부
- 핀란드